# 河津七滝
河津七滝（かわづななだる）は、静岡県賀茂郡河津町を流れる河津川の、約1.5kmの間に存在する7つの滝の総称。河津町観光のメインスポットであり、伊豆半島ジオパークのジオサイトとして指定されている。
七滝は、約2万5000年前に伊豆東部火山群のひとつ「登り尾（のぼりお）南火山」からの溶岩流が谷に流れ込んでつくり出したもので、七滝のうち「えび滝」を除く6つの滝には、厚い溶岩が凝固、収縮してできる柱状節理が見られる。
初景滝には文豪、川端康成の代表作『伊豆の踊子』のブロンズ像があり、滝祭りのメイン会場ともなっている。七滝沿いには河津七滝温泉の温泉街があり、これらの宿泊施設などでは、以下のそれぞれの滝の名称を部屋名として使用しているところも少なくない。

## 概要と構成
下流側より。
- 大滝（おおだる）… 河津七滝中、最大の高さを誇る。高さ30m幅7m、伊豆半島最大級（北緯34度47分36.75秒 東経138度56分4.08秒 / 北緯34.7935417度 東経138.9344667度）
- 出合滝（であいだる） -  ２筋の流れが出合い、ひとすじの 流れになる。 高さ2m、幅2m（北緯34度47分37.95秒 東経138度56分2.96秒 / 北緯34.7938750度 東経138.9341556度）
- かに滝（かにだる） - 高さ2m、幅1m（長さ15m）（北緯34度47分45.44秒 東経138度56分0.47秒 / 北緯34.7959556度 東経138.9334639度）
- 初景滝（しょけいだる） - 「踊り子と私」のブロンズ像が設置してある、滝祭りのメイン会場 高さ10m、幅7m（北緯34度47分53.55秒 東経138度55分56.5秒 / 北緯34.7982083度 東経138.932361度）
- 蛇滝（へびだる） - 玄武岩の模様が蛇のうろこのように見える事から へび滝と名づけられた。 高さ3m、幅2m（北緯34度47分55.28秒 東経138度55分55.97秒 / 北緯34.7986889度 東経138.9322139度）
- えび滝（えびだる） -  滝の形が海老の尾ひれに 似ていることから命名された。 高さ5m、幅3m（北緯34度47分59.74秒 東経138度55分54.53秒 / 北緯34.7999278度 東経138.9318139度）
- 釜滝（かまだる） -  かつては地獄谷と呼ばれていた七滝中２番目に高い滝。 高さ22m、幅2m（北緯34度48分2.92秒 東経138度55分55.55秒 / 北緯34.8008111度 東経138.9320972度）

## 伝説
河津七滝にはヤマタノオロチ伝説とよく似た大蛇伝説が伝わる。その概要は以下の通りである。
その昔、天狗の万三郎の妻が天城の八丁池で七つの頭を持つ大蛇を目撃した。これを聞いた万三郎は八丁池の近くに強い酒の入った樽を七つ置いた。やがて現れた大蛇がこれを飲み、酔いが回り寝込んだところを万三郎は剣で大蛇の七つの首を全て切り落とした。すると大蛇の体は川となり、首の切り口は滝となり、河津七滝となった。

## 「滝」の読み
通常、「滝」という漢字は「たき」と河津地方の方言で「たる」と読むが、河津七滝では「だる」と読む。河津では滝のことを「水が垂れる」 という意味で垂水（たるみ）と呼んでいた為「 ななたき 」ではなく「 ななだる 」と 呼ぶ。そのため、「河津七滝」および7つの滝の名称は「だる」と濁った読み方をする。

## 災害と復旧
七滝の中でも最も落差があり、多くの観光客を集めていた大滝であるが、2011年9月の台風15号によって倒木と崖崩れが発生し、遊歩道が通行できなくなった。2012年春に遊歩道を再開したものの、観光客が旅館「天城荘」に利用料を支払わなければ大滝を鑑賞できない状態が続いていた。これは自費で大滝遊歩道を応急工事で復旧した地権者の旅館と、不十分な復旧で事故が起り、損害賠償を負いたくないと考えている町とが対立していることが原因である。2013年にはこういった地域のトラブルなどを扱うTBS系列のTV番組『噂の!東京マガジン』で取り上げられた。
地権者との交渉が長引いていたが、町が2016年に崩落部分を含む民有地2805平方メートルを取得し整備を行い、2017年8月3日に遊歩道が開放された。これにより、約6年ぶりに、無料ですべての滝を見学できるようになった。